# 商朝官制
商朝的国家政体是以商王为核心，商王朝国家最基本的形式是内外服制。所谓内外服制，实际是在早期历史条件下，中央王朝对不同地域实行的不同的治理措施。商代内服的官制可分为内廷官和外廷官。内廷官负责商王的宫廷生活，外廷官即处理国家事务的官员。外廷官系统已经建立了一个由行政主官（称尹、冢宰或卿士）、多尹集团、政务官、事务类职官、宗教文化类职官、武官组成的较为完备的组织体系，能够有效地推行王朝的政策，在广大地域进行行政管理。外服是商王安全保障的重要地区，一方面设立军事性据点，设立众多的侯、甸、男、卫等带有相对独立的武装团体，另一方面对外围的异族方国进行联合，以实现连续地区的稳定。

## 内服

### 外廷官
外廷官即处理国家事务的官员，商人已经设置了仅次于王的主官，作为商王的助手。但商人的辅政主官的设置并不是一成不变的，而是经历了一相制、双相制和三公制三个阶段。其中最著名的是伊尹。伊尹，姓伊名挚，尹是官名。伊挚曾“为有莘氏媵臣〈陪嫁的奴隶〉”，得到商汤的赏识，“汤举任以国政”。商王朝建立了一个由多尹组成的决策团体。甲骨文中有“多君”与“多尹”。商代尹和多尹是多种职官的合称，包括商王朝的各种政务、事务官员，也包括各大宗族的族长，甚至可能会包括到王朝服务的归服方国人员或首领，成分十分复杂。一部分多尹和多君进入商王朝，还有众多的尹官组成了负责处理多种具体王室政务和事务的集团。根据其具体地位和执掌可以分中央官、地方官和族官三类。“国之大事，在祀与戎”，军事活动是古代国家社会生活的主要内容。商代虽然没有形成严格的官员职能划分，但已经出现了侧重军事的职官。商代的军事职官大致有师、亚、马、多马、马小臣、射、戍、使等。商代存在着一个宗教文化团体，为商王朝的统治提供精神武器和知识支持，这个团体主要由宗教神职人员构成。神职人员构成社会的主要知识阶层，是早期社会十分普遍的现象，商代亦是如此。虽然这个团体总体都属于宗教神职人员，但由于国家机构的完善和实际执掌的具体化，这些神职人员的具体分工有所侧重，我们可以将其区分为占卜职官、史官、乐舞之官等三类。其中占卜职官包括贞人、筮人、巫等；史官包括作册、大史、小史、右史等；乐舞之官包括少师、大师、多万等。

#### 政务官

##### 辅政主官
商汤时期，即以伊尹为最高辅政官。相的权力很大，“昔在中叶，有震且叶。允也天子！降予卿士。实维阿衡，实左右商王”。商汤可能有限制过大的相权的意思，又设左相，《左传·定公元年》：“仲虺居薛，以为汤左相”，“伊尹为丞相，仲虺为左相”。最高辅政官由一人转变为两人。虽然双相之间有一定的互相制约，但商代前期的相权依然非常强大。《史记·殷本纪》记载，商汤死后，继承王位的外丙、仲壬相继死去。伊尹立汤的嫡长孙太甲为王。太甲即位后，违背商汤所立的法度，暴虐无道，于是伊尹把他放逐于桐〈今河南虞城东北〉，由伊尹代王施政。三年以后，太甲认识了自己的过错并有所悔改，伊尹才把他迎接回来并“授之政”。伊尹的儿子伊陟，也身居高官，“帝太戊立伊陟为相”。从文献记载可以看出，商前期的商王受到相权极大的限制，甚至有相权威胁王权的倾向。这种情况对王权形成了威胁，于是商王对相权进行改革，出现了三公制。
武丁即位之后，王权依然未能完全集中，但武丁通过用人、祭祀、官制等方面的改革，加强了王权，其中改革中重要的一项即是三公的设置。武丁起初也实行双相制，先是“三年不言，政事决于家宰”，又提拔甘盘， “命卿士甘盘”。后在原有双相制的基础上，另举傅说为太傅。商代的三公同为商王的最高辅佐，由其中一人兼任最高辅政官，“以三公摄冢宰”。从商末的情况看，王权在对相权的限制方面取得了胜利。商纣时期的三公不仅权力没有确定，甚至连生命也难以保障。商代三公具体为何职，学术界并没有定论，多数学者认为应当同于周代三公，即太师、太傅和太保中。商代的确在武丁时期或其以前已经有保、师、傅的官名，但在武丁之前尚未联合成为在一起的三公，武丁时期对这三个官职的地位和权力进行了调整，合在一起作为朝廷的主要政务官员，称三公。
从商代的相或三公的担任者的身份看，商代的行政主官并不都是商王的宗亲，而大多是其他方国的人员，伊尹为有莘氏小臣，仲虺居薛，都属于东夷部族，鬼侯、鄂侯、文王也都是归服方国的首领。可见，行政主官名义上是国家的政务主管，但更多是商人笼络其他部族的策略。商初的行政主官的确掌握一定权力，但其地位越来越低，到帝辛时期，三公其实已经只是一种象征性的位置。

##### 决策机构：朝臣多尹
商王朝建立了一个由多尹组成的决策团体。甲骨文中有“多君”与“多尹”。商代尹和多尹是多种职官的合称，包括商王朝的各种政务、事务官员，也包括各大宗族的族长，甚至可能会包括到王朝服务的归服方国人员或首领，成分十分复杂。商王从多尹中选取可任驱遣者，组成自己的决策机构，成为随时咨询的“朝臣”。“多尹”作为商王协商政务的朝臣出现，说明商王身边有一个从各种政务官员和各大族长甚至外服方国首领中选出的人员组成的集团，侍奉在商王左右、为商王出谋策，他们也可以称为“多尹”或“多君”，成为辅助商王的决策机构。这个集团的人员不是十分固定和稳定的，人员具有流动性。但是很可能已经设立了常设性的领导多尹的职官，如：右尹与右保连言，保即是官名，是三公之一的太保，所以右尹应该也是一种职位较高的官职，可能即是多尹集团的领导者。商代还有卿士之称，在文献中多见。前期的卿士多指具体的重臣，而到后期则是臣属的代称。甲骨文中有“卿事”。

##### 王朝政务官员：多尹集团
一部分多尹和多君进入商王朝，还有众多的尹官组成了负责处理多种具体王室政务和事务的集团。根据其具体地位和执掌可以分中央官、地方官和族官三类。但甲骨文中所见的尹，主要是指中央官，是商王从各种职官中选拔执行王命者。从其执行的事务皆受命自商王，以及“多尹”、“三尹”、“七尹”等称呼看，他们应当是一个有联系的团体。尹与多尹可以建筑王寝、开垦田土、管理农业、致送册命和接受其他各种王朝的命令，职能十分复杂，这说明多尹并不是一种固定的职官称呼，而是一个集体称呼，王贵民先生认为：“‘尹’是治理之意，也是最古的纯粹的官名之一，但它本身并无职位高低之别”。除上引甲骨文中的尹外，西周文献和金文中有大量称尹的官员，如“明公尹”、“公尹”、“尹太保”、“皇天尹太保”、“皇尹”、“作册尹”、“命尹”、“内史尹”、“尹氏”等，尹显然是一种对官员的通称。即商代以尹作为官员的通称，在王朝中服务的尹与多尹当是从各种官员中选拔出来的人员组成的。除多合称的多尹外，甲骨文中还有具体的尹的称呼，有“右尹”。

##### 王朝联络官：史
商王朝为了与各地方政权联系，经常向各地派遣使者。为了联系方便和加强监控，有时商王朝会为某诸侯设置一名专门使者，负责王朝与诸侯之间的沟通。甲骨文中称“立史”。专门使者的出现，使得使者不再是来往于路途的无固定驻地与随员的职官，其职责也不再局限于信息的传递，而是带有视察、监督、协助地方事务等多重职能，具有了政务和军事职官的性质。甲骨文中有许多“史”参加战争的记载。

##### 地方政务官员
商代王畿内的地方邑落和地区有几种不同的情况，可以分为商王统治下的各族聚居普通邑落与地区，商王建立的田庄、 牧场、手工业生产单位等据点以及各王室宗亲、臣下的领邑等几种。其管理也有所不同，王室宗亲、臣下领邑由其首领管理，对商王负有进贡、服役等义务，其下的行政官员更具有家族性质；由商王建立的各生产单位则直属商王，其居民大多属于人身受到限制的生产者，其管理由王朝的事务官员负责。所以，真正可以划入王朝地方政务官员者，只有商王统治下各族聚居的普通邑落和地区的官员。商代的地方政务依靠宗族来实施，各族族长也自然成为基层的执行者，成为王朝的低级官吏。甲骨文中有“多生”，多生即多姓，即许多族的族长。各族族长实际是商王朝的基层官吏，参加王朝事务的处理和执行。商代的居民聚族而居，但在人地关系紧张、人口密度大的地区，如城市等地，更适合按地区划分管理。商人在城市和其他人口密集区划区为“里”，设置“里君”进行管理。

#### 事务性职官
事务性职官主要指掌管经济生产的官员。商王朝注重经济资源的掌握，王朝建立了大量的田庄、牧场和手工业作坊，从事多种生产活动，商王朝也派官吏对这些产业进行管理。

##### 农官
农业是商代最重要的生产部门，商王朝管理农业的事务官有小藉臣、小刈臣、田睃等。

##### 牧官
商代畜牧业发达，祭祀中大量使用牲畜作为牺牲，最多一次即献祭千牛。商代牧场的设置范围很广，商王朝设有管理畜牧业的职官，主要有刍正、牛臣、牛正、羊司、豕司、彘司、司犬、牧、牧正等。对牧场较常规的管理和视察，有必要设置一个专门总管各牧场的官职，牧正是总管畜牧的官员。

##### 工官
商代的手工业十分发达，涉及建筑、制陶瓷、纺织、木作、冶铸、制玉、 制骨、酿造等各个行业。商王朝实行“工商食官”的制度，所以有相当一部分手工业直接掌握在商王手中，由王朝委派官员管理，商王朝设有专门管理建筑工程和手工业生产的职官，称“司工”。
从考古资料看，商人已经建立带有城墙的巨大城市，建有规模宏大的宫殿宗庙。这些大规模的建筑，没有相当的管理和组织能力是无法建成的。商代甲骨文中有大量关于建筑方面的占卜，有时派尹等官员进行管理。卜辞中频繁出现建筑邑落、宗庙、城防、宫室等工程，说明工程建设是商王朝的经常性的事务。《考工记》郑注：“司空， 掌营城郭，建都邑，立社稷宗庙，造宫室车服器械”，即司空是建筑和手工制造业总的管理者。甲骨文中有“司工”。司工是建筑业和手工业的总管，其下设有各个行业的分管官员，这些分管官员又可以称多工或百工。

##### 山川林虞官
商代对山川林泽进行管理的官员包括小丘臣、犬官和司鱼等。

##### 仓储官
上述事务性职官皆是生产性职官，物品产出后需要储存，手工业产品需要交换，商王朝实行“工商食官”政策，所以在储藏和交换过程中，政府起重要作用，设立了负责管理的职官。在农业地区，主要产品是粮食，储藏于各仓廪，这些仓廪主要由当地部族负责，王朝不设立专门的官员管理，但经常派人视察。

##### 其他事务性职官
除可以明确界定为某方面的事务官员外，商代还有一些负责管理车马的御正、车小臣，负责管理人力的小众人臣、小多马羌臣及负责族事务的宗工、五正等。

#### 武官
“国之大事，在祀与戎”，军事活动是古代国家社会生活的主要内容。商代虽然没有形成严格的官员职能划分，但已经出现了侧重军事的职官。商代的军事职官大致有师、亚、马、多马、马小臣、射、戍、使等。

##### 师长
商王朝已经建立起常备军，师是商代军队的最大单位。一个商代师为万人编制，其首领称“师长”。

##### 亚
甲骨文中有亚一职，经常参加军事活动，亚还担任军事方面的教官。亚除作为一种特定的职官外，很可能还是某类官员的通称。《尚书·牧誓》中御事是司徒、司马、司空的总称，亚旅是师氏、千夫长、百夫长的总称，所以亚很可能是对于某类职官的泛称。

##### 马与多马
商代已经出现骑兵部队，称 ‘马”。

##### 射
商代军队中有专门的射手组成的射兵。

##### 戍
戍原来是各地戍守部队的首领，后来随着商王朝领域的扩大，原来戍守的边境变成了后方，戍守部队也从边防力量向正规军事力量转化，戍也成为一种官职。戍还可以担任使者的护卫任务。

#### 宗教文化职官
商人已经建立了地域广大的国家，并实行着有效的统治。这种统治不是简单的武力或人力所能达到的，必须相伴有高度发达的统治技巧和思想文化。商代存在着一个宗教文化团体，为商王朝的统治提供精神武器和知识支持，这个团体主要由宗教神职人员构成。神职人员构成社会的主要知识阶层，是早期社会十分普遍的现象，商代亦是如此。虽然这个团体总体都属于宗教神职人员，但由于国家机构的完善和实际执掌的具体化，这些神职人员的具体分工有所侧重，我们可以将其区分为占卜职官、史官、乐舞之官等三类。其中占卜职官包括贞人、筮人、巫等；史官包括作册、大史、小史、右史等；乐舞之官包括少师、大师、多万等。

##### 占卜职官
商代的占卜职官主要分三种，一是执掌龟卜的贞人，或称卜人；二是执掌筮占的筮人；三是利用其他手段或现象进行预测的巫人。他们不仅掌握精神领域的力量，同时也是政治生活中的重要成员，在商代国家中占有重要地位。
- 贞人（卜人）

在甲骨刻辞中存在大量贞人：宾、争、亘、殼、出等都是在龟卜中负责占卜事务的官员，被称作贞人或卜人。贞人是与神灵沟通的重要角色，这在神权政治的商代是非常显要的职位。商王朝汇集许多贞人在王朝服务，武丁一代的贞人多达70多人，甲骨文中的“多卜”（《合集》24144）可能即是指多个贞人而言。
商代已建立了较稳定的占卜制度和相应机构，据宋镇豪先生研究，商人已经形成元卜、左卜、右卜三大卜官的建制，一般情况下一卜用三骨已成常制。
- 筮人

商代已经出现筮法。在殷墟甲骨刻辞中和出土器物上，有由数字组成的文字。这种筮卦由六个数字组成，说明已经出现由六爻组成的重卦，并且有了固定的名称，商代的筮法已经是一种成熟的占卜方式。《尚书·洪范》“汝则有大疑，谋及乃心，谋及卿士，谋及庶人，谋及卜筮”，把筮占与龟卜同列为神灵意志的体现，可见筮法已经是商人政治决策中的重要参考项。
作为一种在国家政治中发挥作用的成熟的占卜方式，必然有相应的专业人员，王朝会设立相应的职官。《世本》称：“巫咸作筮”，而商朝太戊时期重臣名为巫成。甲骨文中有交成，有学者认为“‘爻戍’一词是商代筮官的专称”。我们把这些以筮法为王朝服务的人员称为筮人。
- 巫

商代的神职人员中，除去贞人和筮人外，还有巫人，《尚书·君奭》：“我闻在昔成汤既受命，时则有若伊尹，格于皇天。在太甲，时则有若保衡。在太戍，时则有若伊陟、臣扈，格于上帝；巫咸义王家。在祖乙，时则有若巫贤。在武丁，时则有若甘盘”，《史记·殷本纪》也有记载：“伊陟赞言于共咸，巫咸治王家有成，作《咸艾》，作《太戊》....帝祖乙立，殷复兴。巫贤任职”，巫咸、巫贤皆被作为商朝的重臣，可见巫在商朝曾是重要的官员。

##### 史官
史官历来是中国最重要的职官之一，商代已经有史官。《尚书·多士》云：“告尔多士，予惟时其迁居西尔，非我一人奉德不康宁，时惟天命。无违，朕不敢有后，无我怨。惟尔知，惟殷先人有册有典，殷革夏命。今尔又日： ‘夏迪简在王庭，有服在百僚。””这是武王劝诫商人西迁往洛邑，以天命为理由，让商人不要怨恨；同时又说：“你们也知道， 你们商人的祖先有图书经典，记载了殷革夏命，到现在你们也还说：‘选拔夏朝遗留下的良臣到王庭，在各机构中服务。”周武王用商人代夏的例子，说明周人代商的合理性。在这里，武王提到了商人的册与典记载了“殷革夏命”和商初任用夏遗臣的史实，这说明商人很早就已经有了记录制度和相应的记录官员。商代的史官主要有作册、大史、小史、内史、右史等。
- 作册

商代的主要史官称作册。甲骨文中“作册”很少见，但商代青铜器中，有关作册的记载很多，有《作册般鼎》。作册少见于甲骨文，但金文中却多见，这可能是因为作册平时的执掌比较固定，其事务不需要占卜的缘故。作册为一比较重要的职位，能够经常得到商王的赏赐。作册、寝经常跟随于王左右，可以奉王命执行诸如赏赐类的事情，这与史官负责记录王的言行，需要经常侍于商王身边相符合。
从“王宜人方，无放，咸，王赏作册般贝，用作父己阵”来看，作册可能也随军行动，或者担任为军事行动祈祝的活动，所以在军事胜利后得到赏赐。
- 大史

甲骨文中有大史之职：“当时大史与作册同为史官，但大史的地位似已逊于作册，不过仍在王朝祭祀、占卜和记时日中起重要作用”。大史的治所称大史寮。
- 小史

甲骨文中有小史：大史与小史对贞，小史当是与大史相类的职官。
- 内史

《吕氏春秋·先识览》：“殷内史向挚，见纣之愈乱迷惑也，于是载其图法，出亡之周”。内史当是商代的史官之一。
- 右史

甲骨文中有右史：由于资料较少，执掌不明。可能与大史、小史等属于同一类职官。

##### 乐舞之官
《礼记·郊特牲》云：“殷人尚声，臭味未成，涤荡其声，乐三阕，然后出迎牲，声音之号，所以诏告于天地之间也”。商代已经形成了一定的礼乐制度，王朝拥有乐师和大量乐器，非常重视音乐在生活、事礼和祭祀中的作用中。甲骨文有关于乐舞的记载，乐舞是商人在生活、政务和祭祀中不可或缺的因素。商人设立了乐舞方面的.职官，《史记·殷本纪》索隐引郑玄注：“商家典乐之官，知礼容，所以礼署称容台”，郑玄所说的典乐之官与礼署容台的具体情况，已不清楚，但从文献和甲骨文可知，商代的乐舞之官主要有大师、少师、万、多万等。
- 大师与少师

商代的乐官称师，《史记·殷本纪》：“于是使师涓作新淫声，北里之舞，靡靡之乐”，师涓应当是纣的乐舞长官之一。商纣末年，由于政治混乱，引起大批贵族外逃，其乐师人员也出逃，《史记·殷本纪》：“殷之大师、少师乃持其祭、乐器奔周”，《史记·周本纪》：“大 师庇、少师彊抱其乐器而奔周”，《论语.微子篇》：“大师挚适齐，亚饭干适楚，三饭缭适蔡，四饭缺适秦，鼓方叔入于河，播鼗武人于汉，少师阳、击磬襄人于海”，皮锡瑞《今文尚书考证》谓：“是则大师、少师为殷之乐官。”
从《论语·微子篇》的记载看，商代的乐官乐师是一个大的团体，包括大师、亚饭、三饭、四饭、鼓者、播鼗者、少师、击磬者等多种乐师，大师、少师是这个团体的首领，《汉书·礼乐志》：“故《书》序：‘殷纣断弃先祖之乐，乃作淫声，用变乱正声，以说妇人。’乐官师瞽抱其器而奔散，或适诸侯，或人河海”，即将乐官与师瞽分而言之。
- 万与多万

甲骨文中最主要的乐舞从事者称万，应该是乐舞者的官长之一。万、多万还可成为贵族子弟的乐舞教师。
另外，甲骨文中还有舞臣，甲骨文有“呼取舞臣廿”《屯南》586十781），这里舞臣被取，当是一种身份低下的人，可能是专门的舞蹈奴隶。
综上所述，商代已经有一个由大师、亚饭、三饭、四饭、鼓者、播鼗者、少师、击磬者等乐师，及万、舞臣等舞者组成的乐舞集团，其首领分别为大师、少师和万、多万。

### 内廷官
商王王宫内有大量女子和小臣，构成服事商王的主体。古代社会国与家相表里，负责商王生活的人员，也被视做国家的职官，这些主要负责商王生活的官员称内廷官。内廷官包括后、妇、宰、多食、鬯小臣、鹵小臣、寝、小疾臣等。除了后宫的众多妇女外，内廷官主要可分为宰、臣两类。这些官员主要处理商王的私人事务，包括其私人领地、以及王官内部的管理等。

#### 与妇
商王拥有众多妃嫔，充斥后宫，如《帝王世纪》记商末纣王“多发美女以充倾宫之室，妇女衣绫纨者三百余人”，甲骨文中也有大量关于妇的记载。如此多的妇某以及“多妇”的出现说明，商代王室存在着一多妇集团。这些妇中有相当一部分应是商王的配偶，也有一些是在宫执事的女官。除这些有身份的诸妇外，还有许多充当侍者的人。这些后宫的众多妇女，有其自身的管理者。商王的正妻是当然的后宫之长。

#### 宰
甲骨刻辞中也有关于宰的记载：宰当在王的内廷活动，宰很可能是掌管王饮食的官，见前文“政务官”节，此不赘述。

## 外服
外服官系统指商王朝在王畿以外的官吏。《尚书·酒诰》：“ 越在外服，侯、甸、男、卫、邦伯”，“汝劼毖殷献臣、侯、甸、男、卫”，《大盂鼎》：“惟殷边侯甸”，即由侯、甸、男、卫、伯组成外服系统，在甲骨文中这一系统包括侯、伯、男、田、任等外服称呼。
按传统的观念，“外服职官是指臣属于商朝的诸侯”，但综合考察文献与甲骨文，具体人员的身份是变动的，即使商王的亲属，也可以被派驻到畿外主持一地的事务，即使归服方国的首领，也可以在王朝担任要职，其官职或变易或兼摄，单纯以官职论内服外服很容易引起混乱，所以我们认为内外服应以王畿的划分而论更合适，凡是王畿内的职官，即是内服，王畿外的职官，即是外服。

### 外服官称谓系统
这些诸侯可以分为两类，一类为王朝封国，是由王朝分封建立的诸侯国，是商族向外的拓展；另一类为归服方国，是边区归服中央王朝的诸侯国，是外族向中央王朝的臣服。这两种不同性质的外服个体具有不同的特点。首先，出现的原因不同，封国是商人向外拓展过程中由商族人建立的政体，其人员和文化都以商人为主体；方国则是当地原来独立的政体，在商王朝的军事威慑下向中央归顺，其人员和文化都具有强烈的地方性色彩。其次，所起的功效不同，封国起着威慑周围方国、藩屏商畿的作用，同时也是商人进一步拓展的前哨，处于国家系统的中间环节；而方国只是商王朝军事控制下的归服者，是商王朝收取贡纳，胁迫供应的团体，处于商王朝国家系统的末端，虽然有的方国处在商人经略的主要方向上，可以上升到中间环节，但总体依然是商势力的最外围。再次，与中央王朝的关系不同，封国对中央王朝有依附性，具有强烈的认同感；方国则是慑于商王朝的威力而归顺的独立政体，一方面要避免商王朝的军事进攻，在商王朝的强大力量面前维持自己的存在，同时又希望借助商王朝的力量对抗更外围的方国，具有一定向心力；另一方面又具有保持独立的要求，具有分裂性。两者应该予以区别研究。
两者的界限并不是长期不变的，当一个地区臣服商王朝时间久了之后，即可能与商文化融合，成为商王畿内服的一部分，而当商人势力衰退时，原先由中央分封的封国也可能趁势独立，转而成为王朝的分裂力量。这一切以商王朝的军事实力和文化影响为后盾，随其消长而有所变化。
商代外服官系统有侯、伯、子、男、田等爵称。在甲骨文中这一系统包括侯、伯、子、男、田、任等六种，也有学者认为除上述六种之外，还包括亚和妇，共八种。但我们认为，商代外服职官曾有一个发展的过程，妇、子、亚、侯、伯、男、田、卫、戍、牧等都曾在外服服役过，但并非都是专门的外服职官，后来随着社会的发展和制度的完善，出现了专门的外服职官，其中以有侯、甸、男（任）、卫四种最为重要。妇、亚、子等实际是一种内服职官，因其地位很高而取得了外服的领地，作为外服的只是拥有这个称号的人， 而不是这种称号发展为一种外服职官。
甲骨文中侯名多见，据杨升南先生统计称“侯某”者有18位，称“某侯”者31位。关于候的记载也大量存在。
商代外服中确定有独立意义的诸侯的只有伯一种，侯有独立性但不是十分明显，男、田、任的附属性更强，子、亚、妇都不是专门的外服爵称。侯、甸（田）、男、卫本来应该是由王委派的在外服执行任务的团体，《逸周书·职方》孔注：“侯，为王斥候也。服言服王事也。甸，田也，治田入谷也。男，任也，任王事。卫，为王捍卫也。”徐中舒、唐嘉弘先生认为，侯，即“为王斥候”，‘ “甸”即“田”，是负责田猎和进献猎物的官职，也兼营农业，“男”即任，从事繁重的徭役和农业生产任务，“卫”则是护卫商王的禁卫军。其诸侯的地位并不是自始即有的，只是有些团体由于地理位置、形势需要等因素，难以完全依靠中央王朝的力量，必须具有独立的生存能力，才转化为具有诸侯特征的组织。其中尤以侯最为明显，“侯，为王斥候也”，侯是负责观察敌情的前哨，在当时交通条件下，中央无法为其提供及时的军事支援，其必然要依靠自己的力量图存。力图在经济和军事上能独立生存，而驻守各地的力量是以族为单位，既有经济职能又有军事职能，族长同时就任长官，所以很容易发展成具有独立特征的组织，转化为诸侯。但侯依然是中央的支属，只是中央的边缘部分而已。
侯在古文中意为矢所射的目标，与甲骨文中的至有相同的含义，表示力量所能达到的最边限，虽然边远，但依然在力量所及的范围之内。离边缘稍远的甸、男、卫更是如此。所以侯、甸、男、卫本来是商王朝外服的以族为单位安置的一些团体，由于地理与形势的关系，获得了相对的独立性，转化为诸侯。裘锡圭先生谓：“根据甲骨卜辞和古书的训诂，大体上可以肯定‘侯、甸、男、卫’这几种诸侯名称，都是由职官名称演变而成....中央王朝应该是承认了这种由职官发展而成的诸侯以后，才用‘侯、甸、男、卫’等称号来封建诸侯，并把这些称号授予某些臣服方国的君主的”，但他们对于中央王朝的关系依然是密切的，没有强烈的独立性，“它们并非封国的诸侯，而是隶属于商王朝并为之服务的一般行政实体，它们分辖一方，实际是主管一方行政”。其中侯处于边缘地区，独立性较强，是完整意义上的诸侯，而甸、男、卫的独立性相对较差，所以有的学者甚至认为卫应该属于内服，“这些卫，大都是王室直属的特种武装或亲族、百姓（即同姓或异姓贵族）的家族武装，他们奉王命救卫或戍守一地，“为王捍卫”，是执行内服的职责，应当属内服”。子、妇本身就是商族具有特殊身份的人的头衔，因为其特殊的身份，获得封地，其对中央的依附性更强，而且许多子、妇的封地并非在王畿之外，而是畿内的采邑，并非真正的外服诸侯。只有伯是原各方国首领，归服后被划入外服。所以伯和侯、甸、男、卫虽然同属外服，但存在着性质的差别，伯是商王朝之外的方国势力，而侯、甸、男、卫属于商王朝在外建立的武装团体。
外服制度与诸侯治理其实是国家实力达到一定程度，军事力量可以控制某一地区但又不能保证直接控制可以在这一地区长期稳定存在的情势下，被迫采取的统治方式。中央承认方国的独立性，保持对这一地区的控制，方国则接受中央的领导，以避免中央的军事打击。柳宗元《封建论》中所谓：“盖以诸侯归殷者三千， 资以黜夏，汤不得而废。归周者八百焉，资以胜殷，武王不得而易。徇之以为安，仍之以为俗，汤武之所不得已焉。”所以王权并不满足于间接的统治，而极力直接进入这一地区，试图取得更大地域内的直接管理权。通过甲骨文研究可知，商王通过置奠、建立王室田庄、牧场等以经济为主的据点以及戍等军事为主的据点的方式，在外服区域建立了大量隶属于商王的政治单位，形成了商王权力在这一地区的延伸。
综上所述，我们可以看到，商代的外服官吏构成十分复杂，并不是单纯的臣属于商的诸侯。大体上可以分为三类，一类是商王直接控制的农庄、牧场、鎮、城等据点内的官吏，二类是侯、甸、男、卫和商王朝在外服分封的亲信侯国，三类是归服方国。三者混杂在一起，呈现出犬牙交错的形势。
在王畿的外围，商王朝军队能够有效控制的地区是商王朝实际控制区，这一范围内主要由商王建立的据点和分封诸侯进行统治，而在实际控制区以外，则是诸侯国和方国混杂，以达到利用方国牵制方国，维护王朝的作用。另外，商王还在外服地区设立许多由中央王朝直接控制的田庄、牧场、戍等同时具有经济性质和武装性质的据点，以加强对这一地区的控制。
可以看出，侯、甸、男、卫实际是商王朝派出的任务侧重不同的据点的长官，而非具有独立性的侯国之长，其间也没有层阶的高低和统属关系，这些官职与后来的爵阶制度无关，可能只是后世沿用了其名称而已。“侯甸男卫诸称本指对王负有不同服事义务的诸侯，所以虽同是诸侯之称，周代的公侯伯子男诸称，乃是等级制下的爵称，殷代侯甸男卫诸称则主要类于服事的‘职’称。二者间的这种区别很重要，应与商代无爵制有关”，“爵制乃周人新创，原为商所无”，这是正确的。
另外，也可以看出，外服只是一个地理概念，与职官无涉。凡是在王畿外驻扎任王事者，皆可称外服，即使王派出的官吏亦然，并非一定是封国或方国才划为外服。所以以往学者一提及外服即认为外服官皆以诸侯论的观念是不正确的。
由于外服诸侯具有独立倾向，所以即使由商王朝建立的侯、甸、男、卫系统中，也会出现脱离王朝，谋求独立的现象，这时商王也“移六师加之”，发生战争，双方有征伐之事，但并不属于不同的部族。有学者认为与商王朝发生过战争的诸侯都是归服方国，是不正确的。王朝分封建立的方国在商王朝力量衰弱时也会产生离心力或者拒绝承担对中央的义务，王即加以讨伐，在古代是常见的现象。因此，战争不是区分封国与方国两者的标准。
但并非所有称侯、甸、男、卫者皆商人王朝所建立，有时归服方国也可以称侯或男等。这种情况大致可以分为两类，一是归服方国完全被商王朝所征服，称侯以示其独立性降低，如商末出现的鬼侯，也可能就是“高宗征鬼方，三年克之”的鬼方首领；二是方国在归服后，商王朝可能会有所抚柔，有时为了表示亲近以商王朝的职官系统称呼之，如而伯又称而任，又伯又称又侯。这可能是随着其与中央王朝关系的亲疏而变动的，但也可能是而方中另外的成员被王朝任命到别的地方任职。商人授官尤其是对归服方国的授官，不像周人那样基本按血缘远近确定，而是根据对王朝的需要和当事人的贡献确定，显出强烈的以事论职的色彩。
从上述讨论可以看出，商代建立了内外服制度，外服是商王安全保障的重要地区，一方面设立军事性据点，设立众多的侯、甸、男、卫等带有相对独立的武装团体，另一方面对外围的异族方国进行联合，以实现连续地区的稳定。当中央王朝势力强大时，对异族方国的控制较为牢固，边疆稳定，国家的势力延伸到方国地区，当中央王朝势力衰落时，方国脱离中央，国家的势力退守到侯、甸、男、卫所控制的外服区，《左传》昭公十年所言“古者天子守在四夷，天子卑，守在诸侯”，是对这一状况较为贴切的描述。

### 外服职官的设置与发展
由于商王朝是中国历史上第一个正式建立外服职官系统的王朝，所以其外服职官经历了一个由初始向成熟发展的过程，到了商代末年，商王朝基本建立了较为完善的外服职官系统，出现了一定的外服集团与统领，但尚未形成严格的爵级制度。
商代的外服职官是指在王畿以外的职官，这类职官主要分为两类，一类是由王朝委派的人员建立的据点，由于其所处的地点离王都较远，不能直接在王朝军事力量的护卫之下，因此需要具有相对独立的行政、军事功能，以应对紧急情况，而以族为单位和族长任官的情况又促进了其独立性的加强，使之成为具有相对独立性的据点；另一类是归服方国，这些方国或被征服、或投靠商王朝寻求保护、或迫于商王朝的压力而内附，由于归服原因、归服时间等情况的不同，与商王朝的关系呈现出亲疏不一，形成层次的差别。
商代外服职官有一个从复杂到规范的逐渐完善的过程。导致商代外服职官呈现复杂性的主要原因是商人的外服职官是在王朝建立和巩固过程中逐渐建立起来的，而不是按照某种制度有计划有步骤地建立起来的。这主要表现在两个方面，一是外服职官建设是商人开创的新例。商朝之前的夏朝是以和平方式成为中央王朝的，虽有内外服制，但其外服的组成十分单纯，基本是以和平方式联合于夏王朝周围的部族和方国，不存在性质复杂的地方势力，也不存在王朝与地方复杂的立体权力关系。商人则是通过武力建国，需要面临如何统治和巩固新征服地区的新问题，所以最初的外服职官，只是临事而设，而没有旧制度引为参考，这种临事而设的职官，必然带有不规范性和不成熟性。二是商人的疆土不是一次性获得的，而是不断开拓而来的。商王朝最初的领土很小，“汤以七十里”，后来灭夏，占有了夏人故地，也仅限于豫西地区，商人疆域大约为从洛阳到濮阳的古黄河两岸。商人的领土是在建国以后向各个方向开拓而获得的，这种领土的变动，使得畿内和畿外、内服和外服也处于不断的变动之中，难以形成严格的内、外服区分，也难以建立区分严格的内、外服职官。商王朝的许多职官原本不是专为外服而设，而是商王朝加强统治的通用职官，如田、牧、犬等，这些职官畿内、畿外都有设置，所以内、外服职官的区分是相对的，而不是绝对的。但到商代后期，随着商王朝领土的相对稳定和统治日益巩固以及制度建设的完善，商王朝的职官设置也日益规范。畿内地区随着王权的加强，许多地方转化为由商王直接控制，有独立性的职官融入了内服官系统而消失。畿外职官也发生了变化，由原来的生产或防卫据点发展而来的诸侯，其官职也转化为专门的外服之官。同时，外服职官也逐渐规范化，原来名目众多的畿外的职官发生了融合，逐渐形成了较完善的外服职官系统。周人的分封制则是在商人外服制的基础上发展出的较成熟的职官制度。同时周人灭商后，基本继承了商人的疆域。周人既有前代制度为基础，又有一次性大规模分封的物质条件，所以周人在建国之初即建立起了完善的外服系统。可以说，周人外服的成熟性是建立在商人经验的基础之上的。